# A Watcher's Point of View (Don't 'Cha Think)
A A Watchner's Point of View (Don't 'Cha Think) című dal az amerikai hiphop csapat, a P.M. Dawn 1991 májusában megjelent első kimásolt kislemeze az Of the Heart, of the Soul and of the Cross: The Utopian Experience című stúdióalbumról. A dal 1991-ben a brit kislemezlistán a 36., míg az amerikai Billboard Hot Dance Music/Club listán pedig a 44. helyezést érte el. Írói elismerésben részesült Prince Be, Attrell Cordes, valamint Tom Johnston a The Doobie Brothers együttesből, mivel a dal tartalmaz egy hangmintát a "Feelin' Down Farther" című dalból.
A dalból készült egy Todd Terry általi "Hard House Mix", amely megjelent a P.M. Dawn 2000-ben kiadott Best of lemezén is. A dal Gerry Goffin és Carole King "Pleasant Valley Sunday" című dalára hivatkozik, amelyet a Monkees 1967-ben adott elő. 

## Kritikák
Steve Huey az AllMusic munkatársa kijelentette, hogy a dal meglepően funky-sra sikeredett. Egy másik szerkesztő, Hal Horowith felhívta a figyelmet az "éles hip-hop-ra. Larry Flick a Billboardtól azt írta: "A rap előadás ügyesen keverdik a nyers hip-hoppal, felhasználva a Beatles-szerű pop és a 70-es évek funk elemeit. Hab a tortán az intelligens, jó ütemű rímek, amik egyszerűen ellenállhatatlanná teszik a művet. Az Egyesült Királyságban a rádió hallgatók azonnali figyelmét is felkeltette, mint egy lendületes, szellős darab, tele finom gitárral, sub-doo wop háttérénekkel, és artikulátlan szövegekkel.

## Formátumok és számlista
- US CD Single Promo

1. A Watcher's Point Of View (Don't 'Cha Think) (Youth Radio Mix)	3:58
2. A Watcher's Point Of View (Don't 'Cha Think) (Youth Extended Mix)	6:05

- UK 12" Single

1. A1 A Watcher's Point Of View (Don't Cha Think) (Youth Extended Mix) 6:05
2. A2 A Watcher's Point Of View (Don't Cha Think) (Youth Radio Mix) 4:08
3. B1  Twisted Mellow	5:03
4. B2 A Watcher's Point Of View (Don't Cha Think) (Acappella)	2:42

- Németország 7" Single

1. A Watcher's Point Of View (Don't 'Cha Think) (Youth Radio Mix)	3:58
2. Twisted Mellow	5:03

## Slágerlista
| Slágerlista (1991)                       | Legjobb helyezés |
| ---------------------------------------- | ---------------- |
| Egyesült Királyság (UK Singles Chart)    | 36               |
| US Hot Dance Music/Club Play (Billboard) | 44               |